# Perico Ripiao (película)
Perico Ripiao es una película dominicana estrenada en septiembre de 2003 y dirigida por Ángel Muñiz.
La película tuvo un costo de realización de un millón ciento y un mil dólares, dados en préstamo por Miguel Ángel, el hermano de Ángel.
El guion fue un trabajo conjunto entre el director Ángel Muñiz y Reynaldo Disla. Muñiz entregó a Disla 13 páginas con la idea del guion para que las extendiera a 100. Se realizaron ocho versiones del guion antes de que los dos autores estuvieran satisfechos con el resultado.

## Argumento
La película narra la historia de tres hombres que han sido encarcelados por crímenes pequeños, hacía la década de los setenta. Producto de la burocracia carcelaria, están presos siete años. Se les da la oportunidad de escapar y utilizando como únicas armas una güira, una tambora y un acordeón. Al huir de la cárcel, van en busca de sus familiares.

## Banda sonora
La banda sonora fue compuesta por Pengbian Sang, músico dominicano. La película incluye mucha música autóctona dominicana, al contrario de otras películas dominicanas anteriores y contemporáneas a esta, cuya música se creaba usando medios digitales, en la grabación de Perico Ripiao toda la percusión fue en vivo y se usaron muchos acordeones, guitarras y otros instrumentos.

## Reparto
| Actor                   | Personaje                                 |
| ----------------------- | ----------------------------------------- |
| Raymond Pozo            | Francisco                                 |
| Manolo Ozuna            | Mauricio                                  |
| Phillip Rodríguez       | Manuel                                    |
| Giovanny Cruz           | General Contreras                         |
| Fernando Coste          | Arcadio                                   |
| Miguel Céspedes         | Quepi                                     |
| Pancho Clisante         | El narrador (como José 'Pancho' Clisante) |
| Lumi Lizardo            | Cristina, esposa de Manuel                |
| Berenice Aquino         | Celia, esposa de Francisco                |
| Clara Luz Lozano        | Loly, esposa de Mauricio                  |
| Kenny Grullón           | Chofer de autobús                         |
| Héctor Sierra           | Boca                                      |
| Raquel Peña             | Pasajera                                  |
| Cenia Rodríguez         | Pasajera                                  |
| Micky Montilla          | Soldado vico                              |
| Pipe García             | Espedito                                  |
| Nicolás Díaz            | Leodorito                                 |
| Fausto Mata             | Gengibrero                                |
| Fernando Rodríguez      | Chófer de camión                          |
| Ángel Haché †           | Facito                                    |
| Ruth Ocumares           | Zeneyda                                   |
| Carlos Berg             | Cara de caballo                           |
| Tony Pascual            | Capataz                                   |
| Fefita la Grande        | China                                     |
| Richar Douglas          | Blanco                                    |
| Gianna Mella            | Susana                                    |
| Frantz Dice             | Embajador haitiano                        |
| José M. Rivera "Tulile" | Euclídes                                  |
| Edward Saint-Hilaire    | Barbero                                   |
| Vickiana                | Esposa de contreras                       |
| Ivonne Anthy            | Yuberky                                   |
| Reynaldo Disla          | Comerciante                               |
| Miguel Ángel Martínez   | Libio                                     |
| Roberto Chang           | Migrante chino                            |
| Iliá Aponte             | Sargento Papo                             |
| Olga Bucarelli          | Evangelista                               |
| Juan María Almonte      | Contreras                                 |
| Fiume Michel Gómez      | La montaña de puerto plata                |
| Enrique Cabrera         | Trabajador haitiano                       |
| Isabel Spencer          | Prostituta                                |
| Mónica Gómez            | Prostituta                                |
| Pilar Pineda            | Vecina de Mauricio                        |
| Fernando Valerio        | Locutor                                   |